# Узбецька кухня

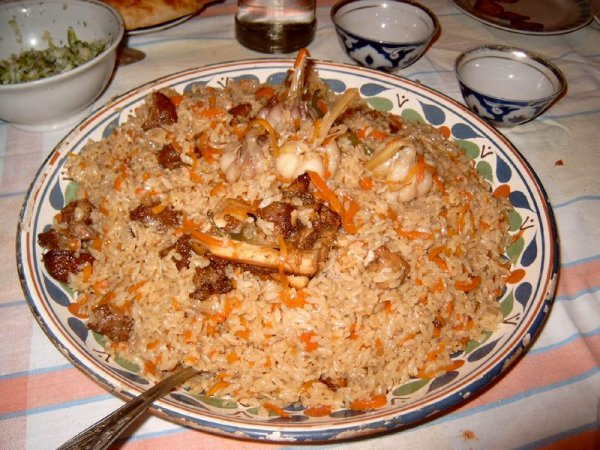
Плов

Узбе́цька ку́хня (узб. Oʻzbek oshxonasi) — національна кухня узбеків.
Республіка Узбекистан унікальна не лише своїм географічним положенням та кліматичними умовами, але й особливим ставленням до їжі, до її приготування, своїм неудаваним вмінням прийняти гостей. «Гість у дім — Бог у дім», — кажуть тут. І незалежно від матеріального становища, вас у будь-якій узбецькій сім'ї щиро зустрінуть і обов'язково пригостять хорошим чаєм і смачним пловом.
Вміння організувати й провести застілля тут доведено до досконалості. Дійсно, східна кухня, застілля — одні з головних складових того, що ми називаємо святом життя. Підраховано, що лише рецептів приготування узбецького плову існує понад сто. У кожній місцевості його готують по-своєму: кокандський плов не переплутаєш з ташкентським або бухарським. Гіждуванський шашлик — з наманганським, ферганську шурпу — с кашкадар'їнською. А так, як смажать свіжу рибу в Хорезмі, — ніде не смажать!

## Один із рецептів
Рецепт риби, запеченої в глині
Живу велику рибу глушать, намащують шаром глини, закопують на невелику глибину і розпалюють зверху чимале багаття. Через 2 години, коли багаття вже прогорить, рибу викопують. Обпалену глину розбивають, шкіра разом з лускою просто відокремлюються — і перед вами з'являється фантастично ніжна страва, що тане в роті.

## Список узбецьких страв

### Перші страви
- Шурпа — м'ясний суп с овочами. Найчастіше його готують з баранини з великою кількістю цибулі. Розрізняють такі види шурпи, як кукурудзяна шурпа та бараняча шурпа[1].
- В Узбекистані готують супи пієва (цибулевий суп), круп'яні супи, йорма (єрма) або пшеничний суп, машхурда (маш з рисом)[1].
- Мастава — рідкий плов.
- Узбецька кухня наповнена рецептами супів, які готують на основі катику (кислого молока). Кисломолочні супи бувають м'ясні (в основному з баранини, конини та птиці (в жодному разі не зі свинини)) та нем'ясні. Розрізняють такі види: катикли — кисломолочний суп, катикли хурда (кисломолочний суп з рисом), ріп'яний кисломолочний суп, сметанний суп, куртова, какурум, сихмон, а також чалоб[1].

### Другі страви
- Плов — це одна з найпоширеніших у країнах Середній Азії страва. Найбільшого розвитку отримала в Узбекистані. Існує декілька десятків видів плову (самаркандський, бухарський, ферганський, хорезмський, тограма, тонтарма (з прожареного рису), з айвою, урюком, пшеницею, івітма-палов (плов з горохом) тощо)[1].
- Шавля — страва схожа на плов. ЇЇ готують з урюком та квасолею[1].
- Також узбецькій кухні притаманні такі страви як халім (пшениця з м'ясом), мохора (горох з м'ясом), буламік (кукурудзяне борошно з м'ясом), кук-бійрон.
- Страви з м'яса: казан-кебаб, буглама-кебаб, жигар-кебаб, хасіп, гуштнут, нархангі, куирдак, нарин[1], кази (ковбаса з конини).
- Страви з тіста та м'яса: манти, лагман, чучвара[1], хамір-хасіп.

### Салати
- Ачік-чучук (ачічук, шакароб) — салат з помідорів, цибулі та чорного перцю. Зазвичай подається до плову.

### Молочні вироби
- Основними молочними полуфабрикатами для більшості страв є катик, каймак, сузьма, курт. Для узбецької кухні характерними молочними виробами є чівот та пішлок[1].

### Кондитерські вироби, вироби з борошна, солодощі
- Узбецькі вироби з борошна — катлама, кутирма, юпка, патирча, самса, чалпак, кумач, гуштлі-ноні, кулча, това-баліш, патир[1].
- Основними солодощами притаманними узбецькій кухні є нават, парварда, нішолда, кийоми (урючний, янтачний, гарбузовий), бекмеси, янчмиш, аштак-паштак, халва, халваподібні ласощі, халвайтар (рідка халва), букман, болкаймок[1].

## Галерея

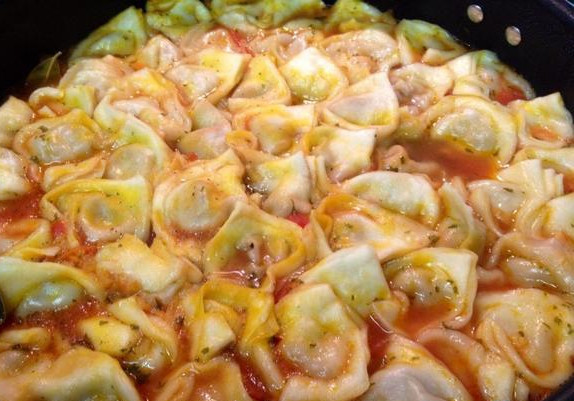
Чучвара
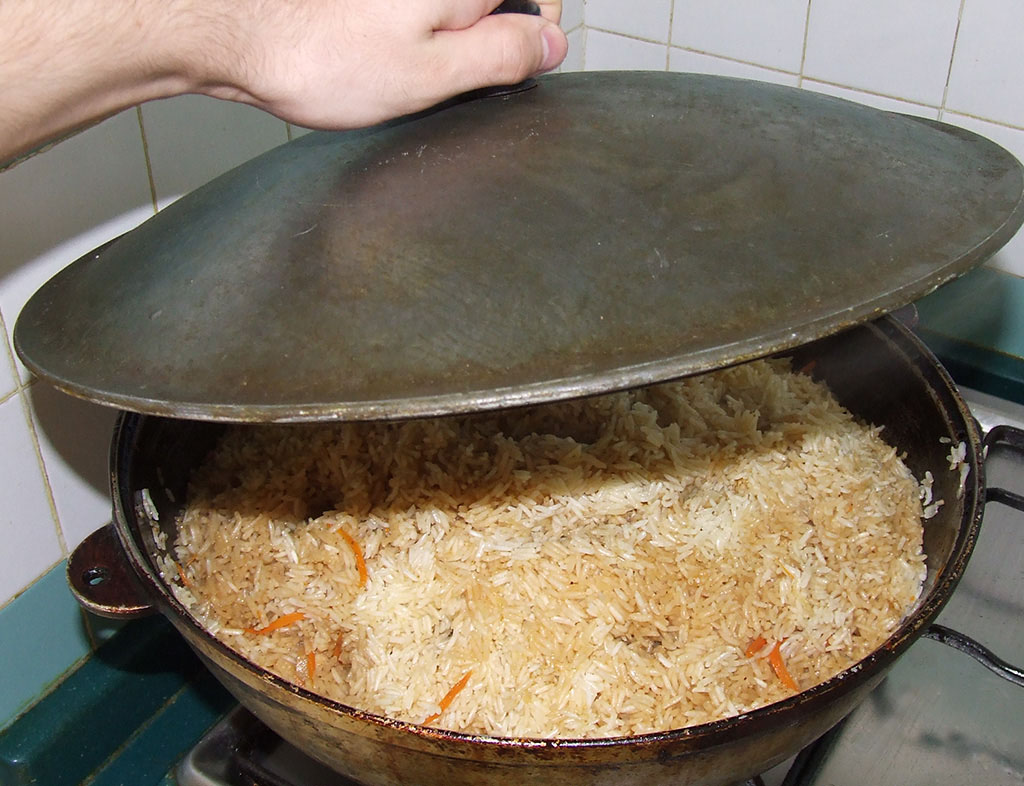
Плов
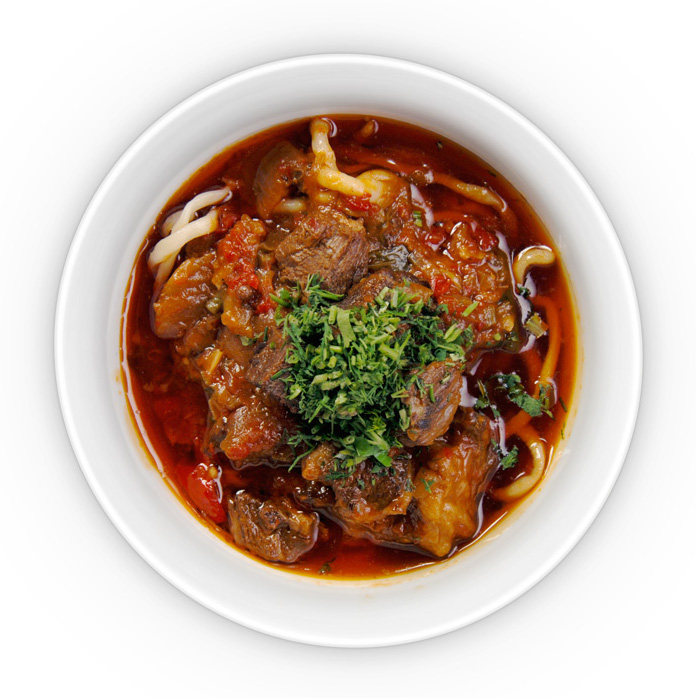
Лагман
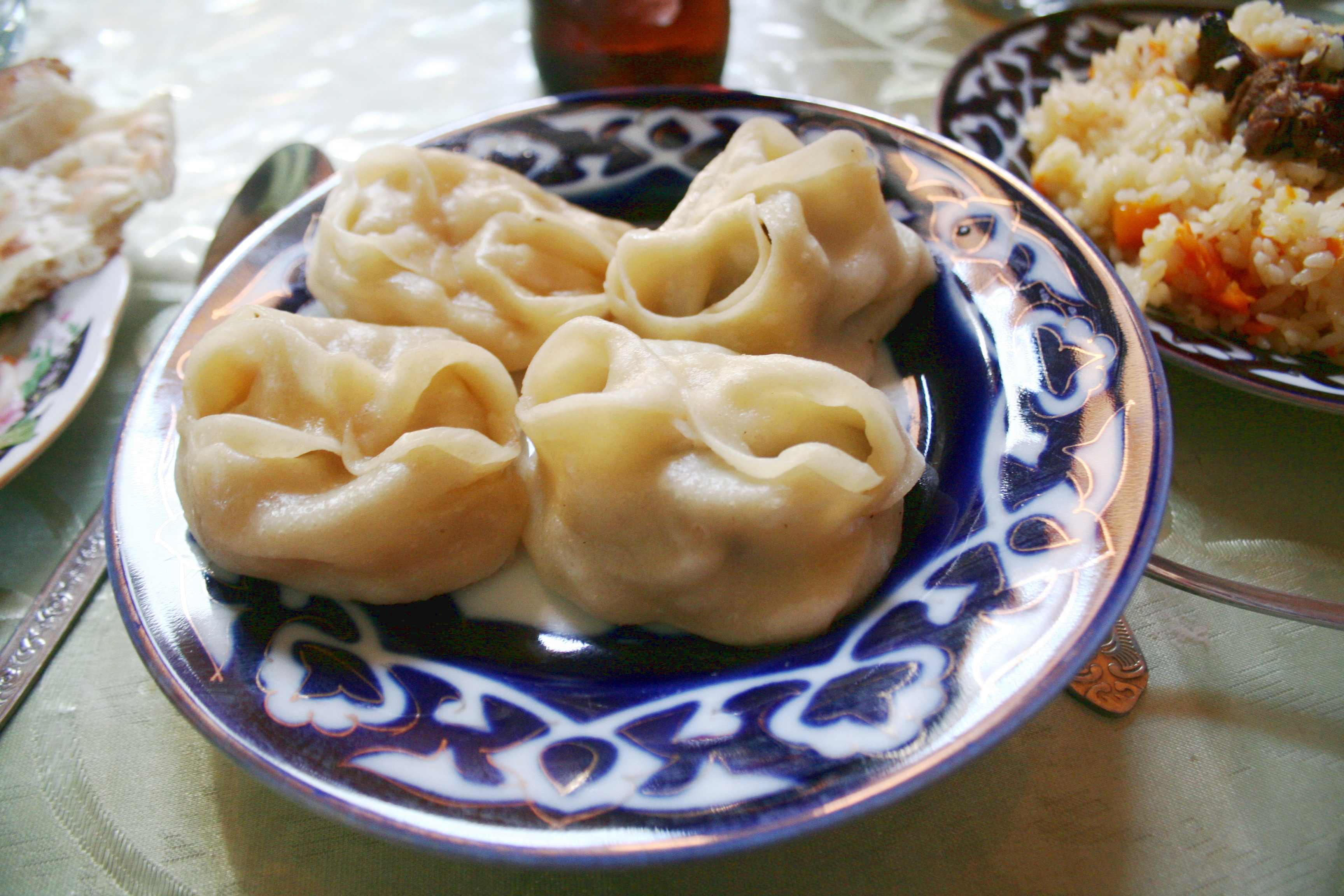
Узбецькі манти
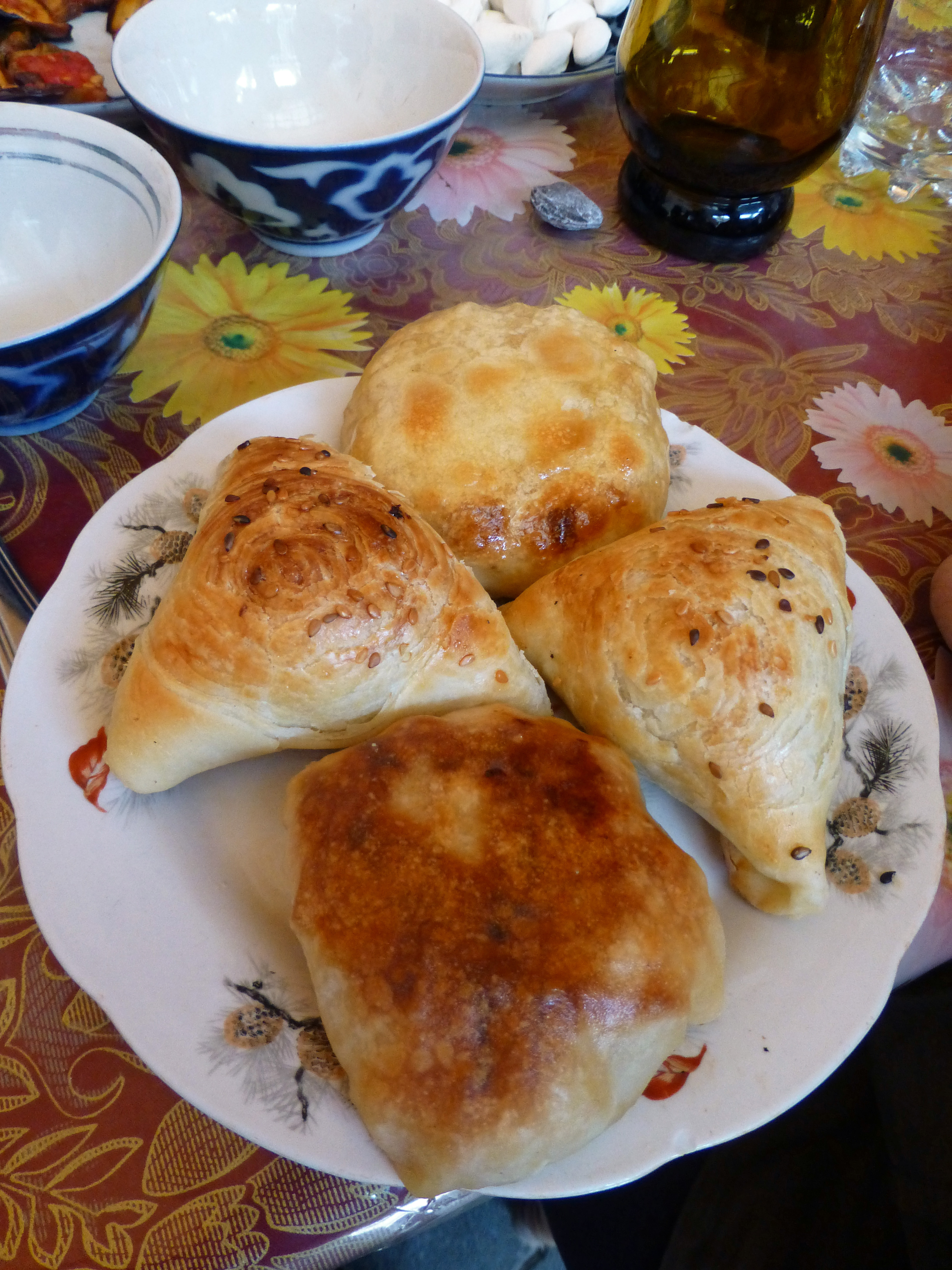
Узбецька самса
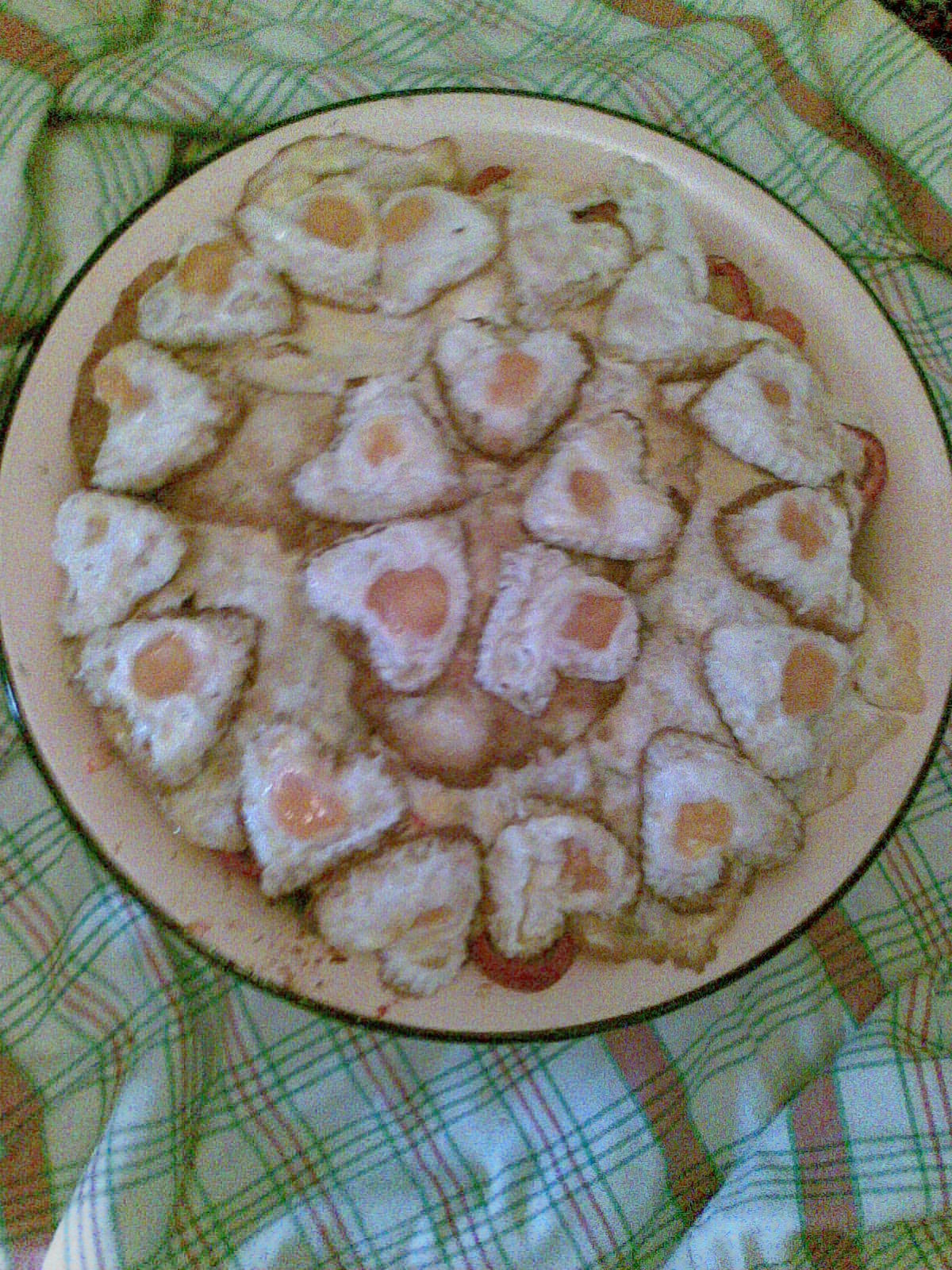
Куирдак
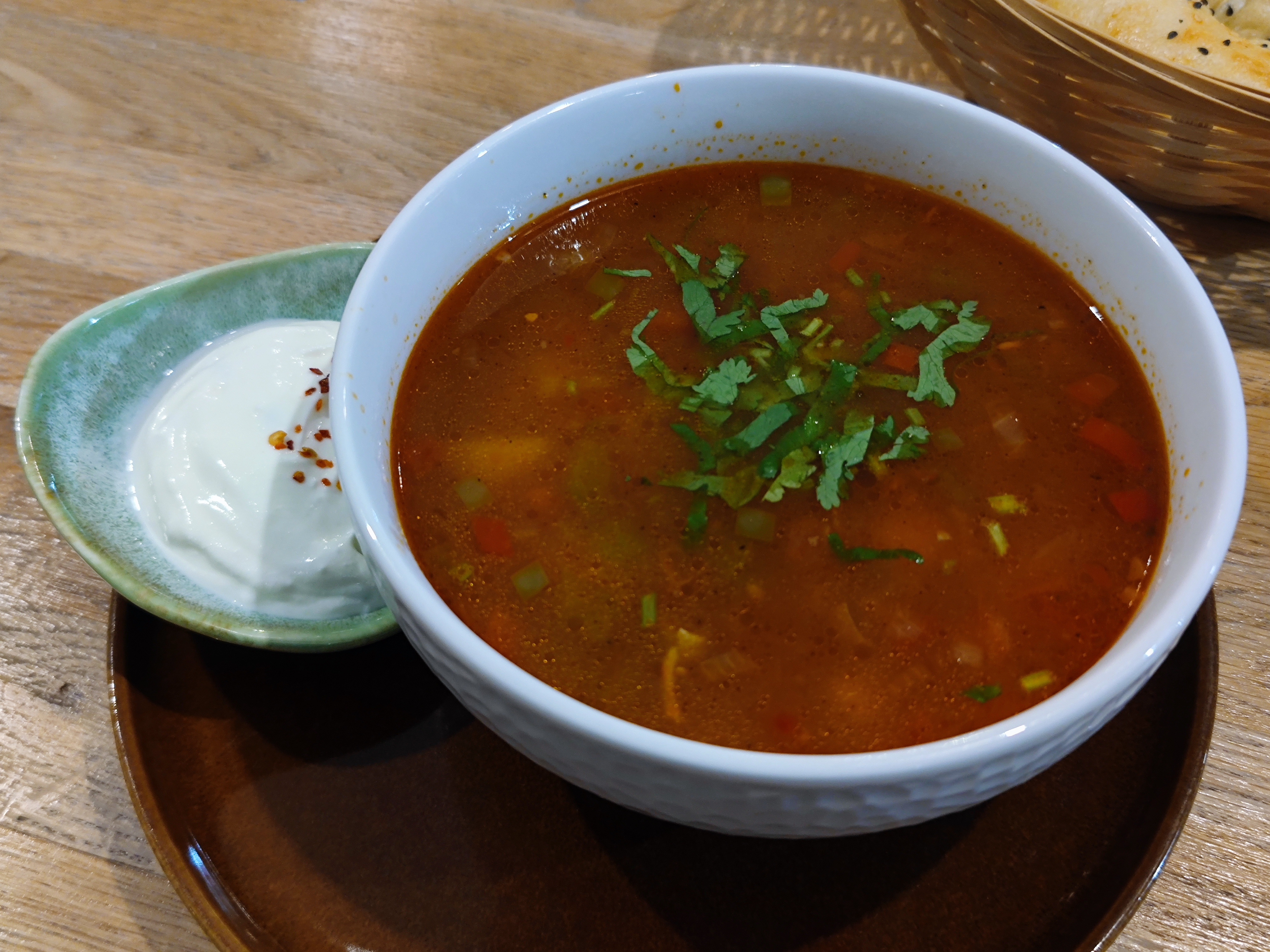
Мастава
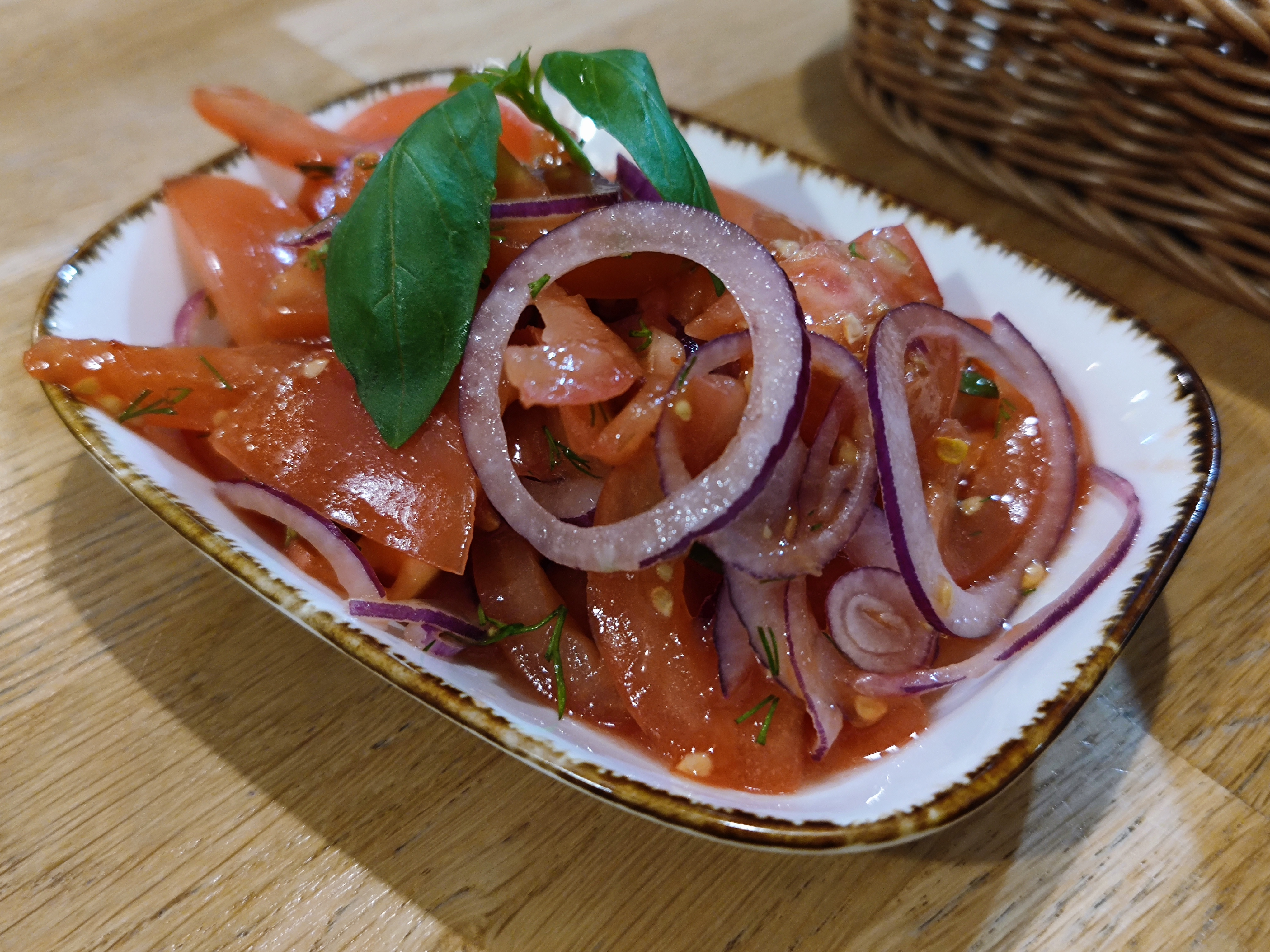
Ачік-чучук
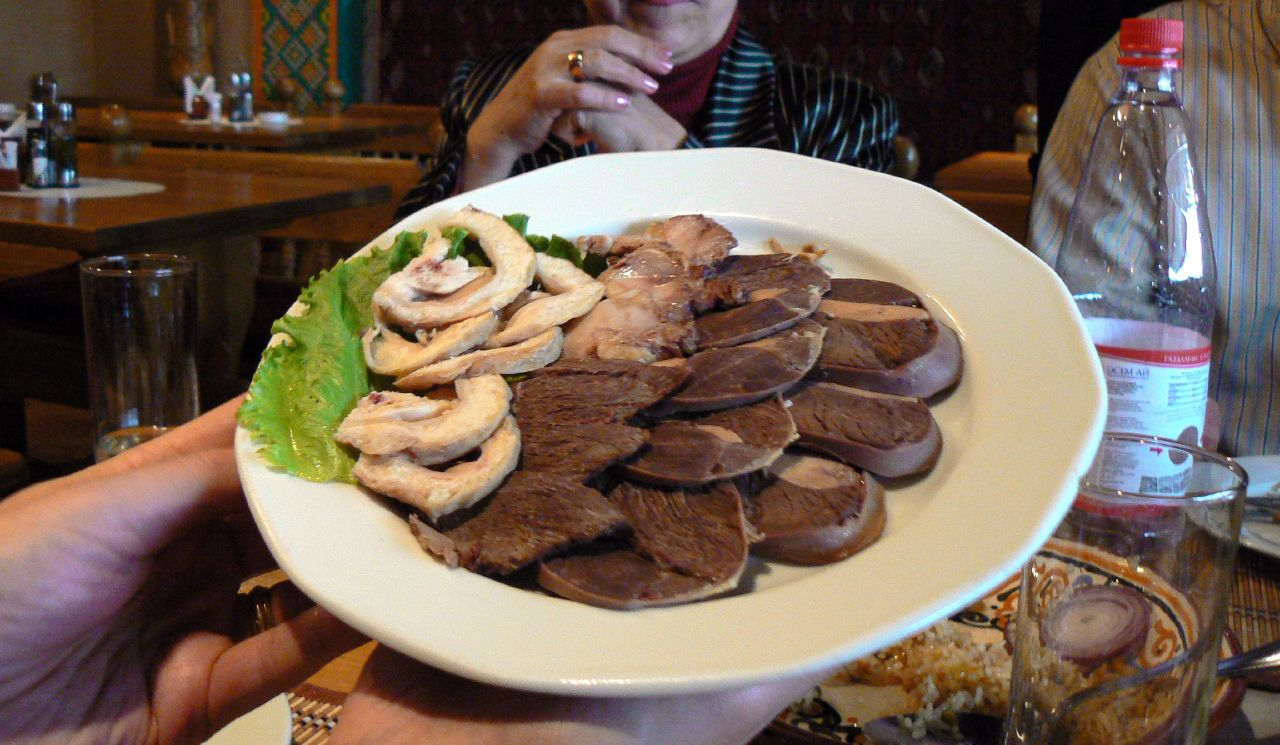
Кази